# Código de área 724

Código de área 724.

907 es un código de área de los Estados Unidos que sirve a la zona occidental de la mancomunidad de Pensilvania, incluyendo la mayoría de los suburbios de Pittsburgh. Este código se creó en 1998, después de la división del área del código 412.
Debido al rápido crecimiento del área urbana de Pittsburgh, tanto el código 724, como el 412 se vieron casi saturados poco después de su división, por lo que en 2001 se estableció un código suplementario, el 878, para ambos territorios, comenzando la emisión de números telefónicos para este código en abril de 2013, tras el agotamiento del 724.

## Condados que usan este código de área
El 724 sirve a catorce condados en Pensylvania.
- Condado de Allegheny ( parcialmente)
- Condado de Armstrong (parcialmente)
- Condado de Beaver
- Condado de Butler
- Condado de Clarion (parcialmente)
- Condado de Crawford (parcialmente)
- Condado de Fayette
- Condado de Greene
- Condado de Indiana (parcialmente)
- Condado de Lawrence
- Condado de Mercer (parcialmente)
- Condado de Venango (parcialmente)
- Condado de Washington
- Condado de Westmoreland (parcialmente)

Puede consultarse la lista completa de códigos de área de Pensilvania enː Lista de códigos de área de la Pensilvania.